# Collegium Nobilium jezuitów w Wilnie
Collegium Nobilium jezuitów w Wilnie – szkoła dla szlachty prowadzona przez jezuitów, utworzona w 1752 roku w Wilnie, z niezależnym od Akademii planem nauki. Posiadała osobny zespół profesorów i własną bibliotekę.